# Ingeniero Moneta
Ingeniero Moneta es una localidad del Partido de San Pedro, Provincia de Buenos Aires, Argentina.

## Ubicación
Se encuentra a 6 km al sur del Pueblo Doyle, allí se accede a la Ruta Provincial 191, distando 35 km hasta la ciudad de San Pedro.
Cuenta con la Estación Ingeniero Moneta del Ferrocarril General Belgrano que presta solo servicios de carga.

## Población
Tenía una población de 20 habitantes (Indec, 2010). Durante los censos nacionales del INDEC de 2001 y 1991 fue considerada como población rural dispersa.

## Toponimia
Su nombre evoca al civil argentino, pionero en las exploraciones antárticas durante la primera mitad del siglo XX, José Manuel Moneta.